# Kotomi Aoki
Kotomi Aoki (青木 琴美, Aoki Kotomi, Matsuyama, Prefectura d'Ehime, 7 de gener de 1980) és una mangaka japonesa. Va rebre en 2008 el Premi de Manga Shogakukan de shōjo amb Boku no Hatsukoi o Kimi ni Sasagu.

## Treballs
- Asa mo, Hiru mo, Yoru mo
- Ashita, Anata ga Mezame tara
- Boku no Hatsukoi o Kimi ni Sasagu
- Boku wa Imōto ni Koi o Suru
- Ijiwaru Shinaide!
- Taiyou ga Ippai
- Aishikata mo Wakarazuni
- Jesus!
- Kare wa Ike mo Shinai Sarukoen wo Mezasu
- Koisuru Heart ga No to Iu
- Love & Tears
- Motto Ikitai...

## Dades personals
- Tipus de Sang B
- Signe del Zodia: Capricorn
- Altura: 154.5 cm
- Aoki una volta va compartir pis amb el company de Sho-Comi el mangaka Iori Shigano.